# Nacionalno prvenstvo ZDA 1894
Nacionalno prvenstvo ZDA 1894 v tenisu.

## Moški posamično
Robert Wrenn :  Manliff Goodbody  6-8 6-1 6-4 6-4

## Ženske posamično
Helen Hellwig :  Aline Terry  7-5, 3-6, 6-0, 3-6, 6-3

## Moške dvojice
Clarence Hobart /  Fred Hovey :  Carr Neel /  Sam Neel 6–3, 8–6, 6–1

## Ženske dvojice
Helen Hellwig /  Juliette Atkinson :  Annabella Wistar /  Amy Williams 6–4, 8–6, 6–2

## Mešane dvojice
Juliette Atkinson /  Edwin P. Fischer :  Mrs. McFadden /  Gustav Remak 6–3, 6–2, 6–1